# Жизнь и ничего больше
«Жизнь и ничего больше» (фр. La vie et rien d'autre) — фильм-драма режиссёра Бертрана Тавернье, вышедшая на экраны в 1989 году. Кинолента в характерной манере французского кинематографа правдоподобно передаёт атмосферу послевоенной Франции, демонстрируя глубокие психологические шрамы, которые Первая мировая война нанесла всему обществу.
Филипп Нуаре за роль майора Делаплана был удостоен премии «Сезар» за лучшую мужскую роль за 1989 год и других наград.

## Сюжет
Октябрь 1920 года. Северная Франция. Совсем недавно окончилась Первая мировая война. Но не для всех. На местах былых сражений продолжается разминирование и поиск погибших, разборка завалов и разрушений, восстановление дорог и туннелей. Этими процессами руководит майор французской армии из бюро поиска и идентификации пропавших без вести — Делапла́н. Его «жизнь», представленная на экране — это непрерывный круговорот событий. Бывшая прифронтовая зона ещё наводнена многонациональными войсками Антанты. Майора везде сопровождают многочисленные родственники и знакомые пропавших без вести в надежде найти хоть какую-то весточку о своих сыновьях, мужьях, возлюбленных. Досаждает парижское начальство, стремящееся поскорее увековечить память могилой Неизвестного солдата под Триумфальной аркой, и отвлечь этим пышным событием внимание общественности от осознания чудовищных людских потерь в бессмысленной бойне; вереница разного рода дельцов, желающих нагреть руки на людском горе… и, наконец, две женщины, одной из которых суждено стать любовью всей его жизни.

## В ролях
- Филипп Нуаре — майор Делаплан
- Сабина Азема — Ирен де Курти
- Паскаль Виньяль — Алиса
- Морис Баррье — Меркадо
- Франсуа Перро — Перрен
- Жан-Поль Дюбуа — Андре
- Даниэль Руссо — лейтенант Тревиз
- Мишель Дюшоссуа — генерал Вильерё
- Арлетт Жильбер — Валентина
- Луи Лионне — Валентин
- Шарлотта Мори — Кора Мабель

## Награды и номинации
- 1989 — две премии European Film Awards: лучший актер (Филипп Нуаре) и Специальный приз жюри (Бертран Тавернье). Также фильм был номинирован на премию лучшей актрисе (Сабина Азема).
- 1989 — Приз за лучший вклад в искусство на Токийском кинофестивале (Бертран Тавернье).
- 1990 — премия BAFTA за лучший фильм не на английском языке (Рене Клейтман, Бертран Тавернье).
- 1990 — две премии «Сезар»: лучший актер (Филипп Нуаре) и лучшая музыка (Освальд д’Андреа). Также фильм получил 9 номинаций: лучший фильм (Бертран Тавернье), лучший режиссёр (Бертран Тавернье), лучший сценарий (Бертран Тавернье, Жан Космо), лучшая актриса (Сабина Азема), лучший актер второго плана (Франсуа Перро), лучшая операторская работа (Брюно де Кейзер), лучший монтаж (Арман Псенни), лучшие костюмы (Жаклин Моро), лучший звук (Жерар Ламп, Вильям Флажолле, Мишель Деруа).
- 1990 — премия «Давид ди Донателло» лучшему зарубежному актеру (Филипп Нуаре), а также номинация за лучший зарубежный фильм (Бертран Тавернье).